# Pachnobia tectoides
Pachnobia tectoides là một loài bướm đêm trong họ Noctuidae.